# Al Wahat
Al Wahat (àrab: الواحات, al-Wāḥāt, literalment ‘els Oasis') és un dels vint-i-dos districtes en què, des de l'any 2007, es divideix políticament Líbia. La seva capital és la ciutat d'El Agheila. Està situat al nord-est de Líbia.